# Italian Open 1983
Die Italian Open 1983 waren ein Tennisturnier der WTA Tour 1983 für Damen in Perugia und ein Tennisturnier der Grand Prix 1983-Serie für Herren in Rom. Das Turnier der Damen fand vom 2. bis 9. Mai statt, das der Herren vom 16. bis 22. Mai 1983.